# Анадія
Анаді́я (порт. Anadia; МФА: [ɐ.nɐ.ˈdi.ɐ]) — муніципалітет і місто в Португалії, в окрузі Авейру. Розташований у північно-західній частині країни, на теренах історичної португальської провінції Бейра. Належить до Авейрівської діоцезії Католицької церкви в Португалії. Права міського самоврядування має з 1514 року. Поділяється на 10 парафій. За адміністративним поділом, чинним до 1976 року, був складовою провінції Берегова Бейра. Площа муніципалітету — 216,64 км², населення муніципалітету — 29150 ос. (2011); густота населення — 134,56 осіб/км²
. Патрон — святий Пелагій. Святковий день муніципалітету — 1-й четвер після Вознесіння. Поштовий індекс — 3780.  Код місцевої адміністративної одиниці — 0103. Складова статистичного регіону Центр.

## Назва
- Анаді́я (порт. Anadia, МФА: [ɐ.nɐ.ˈdi.ɐ]) — сучасна назва.
- Анаді́а — альтернативний запис.

## Географія
Анадія розташована на північному заході Португалії, на півдні округу Авейру.
Місто розташоване за 29 км на південний схід від міста Авейру.
Анадія межує на півночі з муніципалітетом Агеда, на сході — з муніципалітетом Мортагуа, на півдні — з муніципалітетом Меаляда, на заході — з муніципалітетом Кантаньєде, на північному заході — з муніципалітетом Олівейра-ду-Байрру.

### Клімат
| Клімат Анадія           | Клімат Анадія | Клімат Анадія | Клімат Анадія | Клімат Анадія | Клімат Анадія | Клімат Анадія | Клімат Анадія | Клімат Анадія | Клімат Анадія | Клімат Анадія | Клімат Анадія | Клімат Анадія | Клімат Анадія |
| Показник                | Січ.          | Лют.          | Бер.          | Квіт.         | Трав.         | Черв.         | Лип.          | Серп.         | Вер.          | Жовт.         | Лист.         | Груд.         | Рік           |
| Середній максимум, °C   | 13,5          | 14,3          | 16,2          | 17,5          | 19,6          | 22,7          | 24,7          | 25,0          | 24,0          | 20,9          | 16,7          | 13,9          | 19,1          |
| Середня температура, °C | 9,3           | 10,1          | 11,5          | 12,9          | 15,1          | 18,1          | 19,9          | 19,8          | 19,0          | 16,2          | 12,3          | 9,9           | 14,5          |
| Середній мінімум, °C    | 5,1           | 5,9           | 6,8           | 8,3           | 10,6          | 13,5          | 15,0          | 14,6          | 13,9          | 11,4          | 7,9           | 5,9           | 9,9           |
| Днів з опадами          | 14            | 13            | 11            | 10            | 9             | 6             | 2             | 3             | 6             | 10            | 12            | 12            | 108           |
| ----------------------- | ------------- | ------------- | ------------- | ------------- | ------------- | ------------- | ------------- | ------------- | ------------- | ------------- | ------------- | ------------- | ------------- |
| Джерело: www.yr.no      |               |               |               |               |               |               |               |               |               |               |               |               |               |

## Історія
1514 року португальський король Мануел I надав Анадії форал, яким визнав за поселенням статус містечка та муніципальні самоврядні права.
1839 року муніципалітет Анадія переформатували шляхом приєднання до нього сусідніх муніципалітетів.
9 грудня 2004 року Анадія отримала статус міста.

## Населення
| Кількість мешканців | Кількість мешканців | Кількість мешканців | Кількість мешканців | Кількість мешканців | Кількість мешканців | Кількість мешканців | Кількість мешканців | Кількість мешканців | Кількість мешканців | Кількість мешканців | Кількість мешканців | Кількість мешканців | Кількість мешканців | Кількість мешканців |
| ------------------- | ------------------- | ------------------- | ------------------- | ------------------- | ------------------- | ------------------- | ------------------- | ------------------- | ------------------- | ------------------- | ------------------- | ------------------- | ------------------- | ------------------- |
| 1864                | 1878                | 1890                | 1900                | 1911                | 1920                | 1930                | 1940                | 1950                | 1960                | 1970                | 1981                | 1991                | 2001                | 2011                |
| 14 413              | 15 969              | 17 697              | 17 161              | 18 962              | 20 253              | 23 245              | 25 456              | 28 552              | 29 039              | 25 795              | 29 820              | 28 899              | 31 545              | 29 150              |

## Парафії
1. Аморейра-да-Гандара, Паредеш-ду-Байрру і Анкаш (до 2013: Аморейра-да-Гандара, Паредеш-ду-Байрру, Анкаш)
2. Аркуш і Могофореш (до 2013: Аркуш, Могофореш)
3. Авеланш-де-Каміню
4. Авеланш-де-Сіма
5. Віла-Нова-де-Монсарруш
6. Віларіню-ду-Байрру
7. Мойта
8. Таменгуш, Агін і Ойш-ду-Байрру (до 2013: Таменгуш, Агін, Ойш-ду-Байрру)
9. Сангалюш
10. Сан-Лоренсу-ду-Байрру

## Міста-побратими
Анадія підтримує дружні стосунки з такими містами:
1. – Юрмала, Латвія (2005)
2. – Боа-Віста, Кабо-Верде (2005)